# دهستان چغاپور
چغاپور، دهستانی است از توابع بخش کاکی شهرستان دشتی در استان بوشهر ایران.

## جمعیت
براساس سرشماری سال ۱۳۸۵ جمعیت آن ۵٬۳۹۱ نفر (۱٬۱۱۳ خانوار) بوده‌است.